# Monterosi
Monterosi ist eine Gemeinde mit 4759 Einwohnern (Stand 31. Dezember 2023) in der Provinz Viterbo in der italienischen Region Latium.
|  |

## Geographie
Monterosi liegt 41 km nördlich von Rom und 37 km südöstlich von Viterbo. Es befindet sich am Rande der Monti Sabatini nördlich des Braccianosees. Der Lago di Monterosi (in der Antike Lacus Janulae) ist vulkanischen Ursprungs und befindet sich am Nordrand der Gemeinde.
Die Nachbargemeinden sind Nepi, Sutri und Trevignano Romano.

### Verkehr
Monterosi liegt an der Via Cassia, die vom Grande Raccordo Anulare bis hier zweispurig ausgebaut ist. Bei Monterosi gibt es einen kleinen Flugplatz (Aviosuperficie Umiltà) für die Allgemeine Luftfahrt.

## Bevölkerungsentwicklung
| Jahr      | 1881 | 1901 | 1921 | 1936 | 1951 | 1971 | 1991 | 2001 |
| --------- | ---- | ---- | ---- | ---- | ---- | ---- | ---- | ---- |
| Einwohner | 684  | 788  | 900  | 868  | 979  | 1009 | 1751 | 2381 |

Quelle: ISTAT

## Politik
Francesco Paris (Bürgerliste Lista Cittadina) wurde im Juni 2004 zum Bürgermeister gewählt und im Juni 2009 im Amt bestätigt.